# Sumy (tỉnh)
 Tỉnh Sumy (tiếng Ukraina: Сумська область, chuyển tự Sums’ka oblast’) là một tỉnh của Ukraina. 
Tỉnh lỵ đóng ở Sumy, các thành phố quan trọng khác gồm Konotop, Okhtyrka, Hlukhiv, Romny, và Shostka. Tỉnh có diện tích 23.834 km2, dân số 1,03 triệu người, trong đó có 886.100 người sinh sống ở thành thị. 
Tỉnh này giáp tỉnh Bryansk (Nga) về phía đông bắc, tỉnh Kursk, tỉnh Belgorod (Nga) về phía đông, Poltava về phía tây nam, tỉnh Kharkiv về phía nam, tỉnh Chernihiv về phía tây.
Đây là quê huơng tỉnh của cựu tổng thống thứ 3 của Ukraina là Viktor Yuschenko (tại Khoruzhivka vào năm 1954).